# Dinopolis
Dinopolis is het 194ste stripverhaal van Jommeke. De reeks wordt getekend door striptekenaar Jef Nys.Scenarist is Jan Ruysbergh.

## Verhaal
Op een dag bezoekt professor Denkekop zijn collega Gobelijn. Dit omdat hij de DNA-keten van een uitgestorven dinosaurusras kan vervolledigen... hij moet echter nog één cel hebben van de snoezige dino's. Ze besluiten samen om naar het eiland te vertrekken. Ondertussen nemen ze Jommeke en Filiberke mee. Filiberke heeft weer een spelletje bedacht: hij speelt beroemde popster. Aangekomen op het eiland vinden ze meteen de dino's. Maar dan blijkt dat geen van beide professoren het juist materiaal bij heeft. Uiteindelijk nemen ze de dino's mee naar Zonnedorp. Op een gegeven moment moet Jommeke samen met zijn vrienden op de dino's letten. Niemand mag weten over het bestaan van de dino's maar toch gaat Jommeke samen met de dino's wandelen in het dorp. Dit loopt mis en de pers komt alles te weten. De beelden van de dino's gaan de wereld rond. Zo komt ook Kitty Pretensia dat te weten. Ze heeft plannen om een pretpark op te richten, Dinopolis genaamd. Omdat ze haar pretpark echt wil laten lijken, wil ze de dino's ontvoeren. Ze plakt daarom een zendertje aan de vliegende bol. Enige tijd later, als de dino's terug naar hun eiland mogen, weet de gemene Kitty Pretensia door het zendertje waar de dino's zich bevinden. Ze kan makkelijk de dino's ontvoeren. Een dag later blijkt dat professor Denkekop ook druppels traanvocht nodig heeft. Ze keren terug naar het eiland. Daar ontdekken ze dat de dino's ontvoerd zijn. Ze ontdekken ook het zendertje in de vliegende bol. Via dat zendertje kunnen ze opsporen waar de ontvanger zich bevindt. Dan kunnen Jommeke en Filiberke in actie komen om de dino's terug te bevrijden. De gemene dame zal opgesloten worden in een instelling. Tot slot wordt Dinopolis omgevormd tot Kangoeroeland. Wat de dino's betreft, die kunnen terug naar hun eiland.

## Achtergronden bij het verhaal
- Eerder kwamen deze twee dinosaurussen voor in album De snoezige dino's.
- Kitty Pretensia kwam ook al eens eerder voor in album Het monster uit de diepte.
- In dit verhaal wordt ook kort uitleg gegeven over de betekenis van Pangea, een supercontinent.